# NGC 4950
NGC 4950 é uma galáxia lenticular (SB0) localizada na direcção da constelação de Centaurus. Possui uma declinação de -43° 30' 01" e uma ascensão recta de 13 horas, 05 minutos e 36,4 segundos.
A galáxia NGC 4950 foi descoberta em 3 de Junho de 1834 por John Herschel.